# М69 (миномёт)
М69 — это 81-мм/82-мм миномёт югославского производства.

## Варианты
- M69 и M69A — оригинальные варианта калибра 82 мм
- M69B — версия НАТО, калибр 81 мм.
- M96 — улучшенная версия M69 калибра 82 мм.

## На вооружении
- Афганистан − M69[3]
- Армения − M69[4]
- Босния и Герцеговина − M69[5]
- Хорватия − M96[6]
- Ирак − M69A[7]
- Республика Косово − M69
- Северная Македония − M69
- Филиппины − M69B[8]
- Саудовская Аравия − M69BK[7]
- Сербия − M69 и M69A[9]
- Словения − M69[10]
- Сирия − M69A[11]
- Турция − M69B[12]
- Украина − M69A[13]
- ОАЭ − M69A[7]